# Рівський заказник
Рівський — гідрологічний заказник місцевого значення. Оголошений відповідно до рішення 5 сесії Вінницької обласної ради 6 скликання від 29.04.2011 р. № 104. Розташований у межах та перебуває у користуванні Рівської сільської ради Жмеринського району Вінницької області. Площа 4,8 га.

Заказник оголошено з метою збереження у природному стані комплексу водно-болотяних угідь, що включають русло та заплаву річки Рів — притоки Південного Бугу.

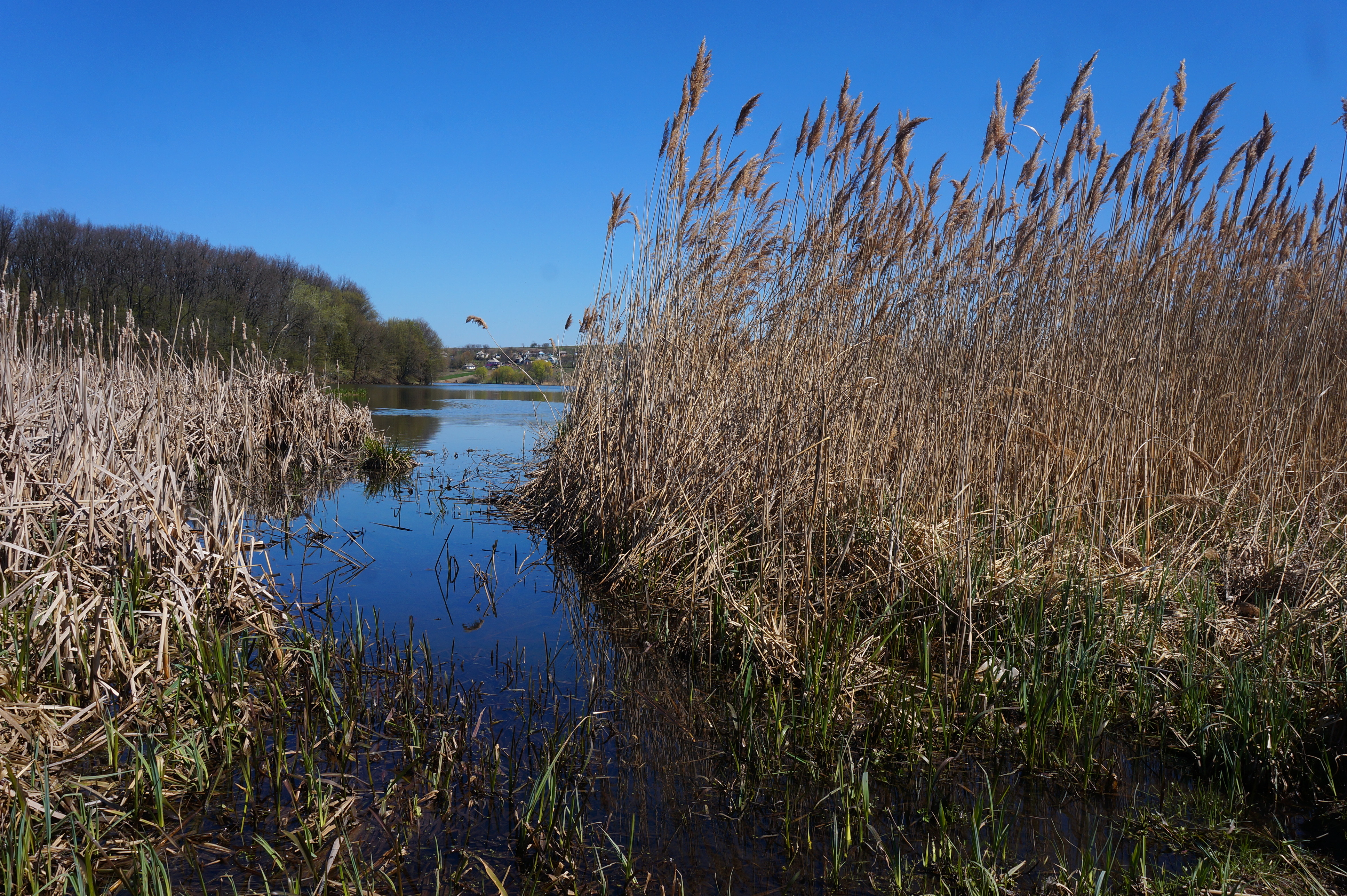
Очерет на березі річки
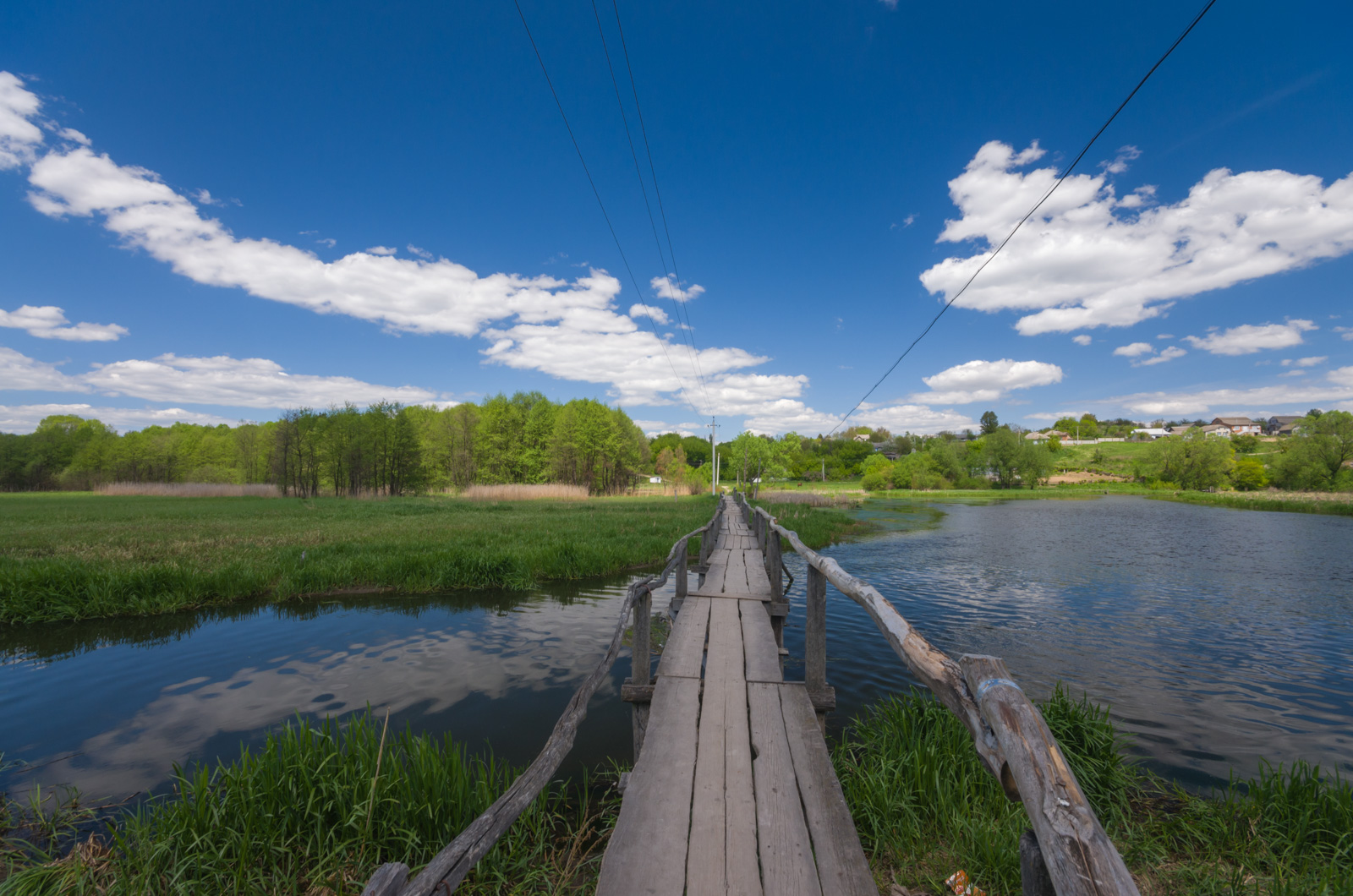
Міст через річку
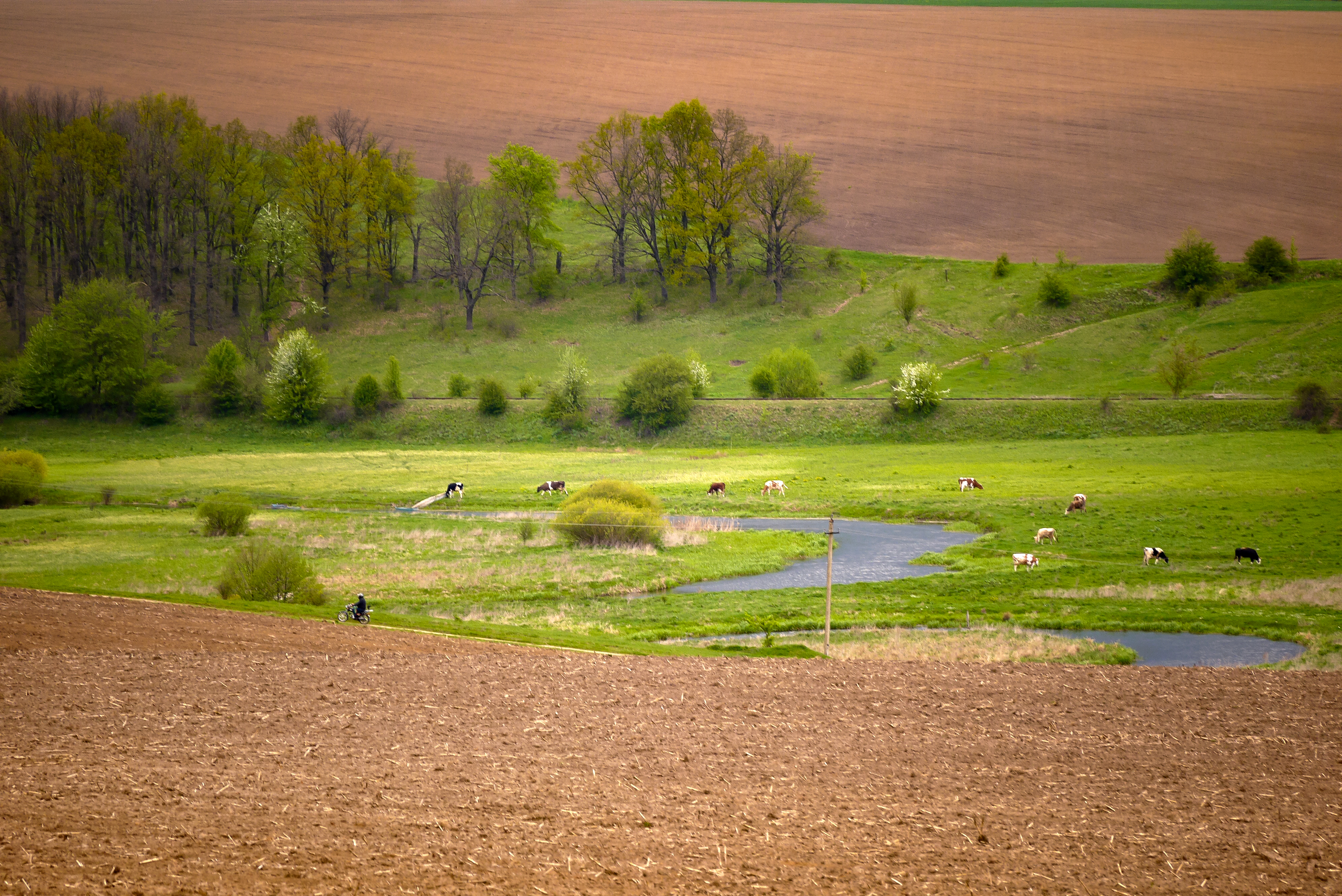
Краєвид на заказник